# Брітедсвілл (Меріленд)
Брітедсвілл (англ. Breathedsville) — переписна місцевість (CDP) в США, в окрузі Вашингтон штату Меріленд. Населення — 255 осіб (2020).

## Географія
Брітедсвілл розташований за координатами 39°32′46″ пн. ш. 77°43′28″ зх. д. / 39.54611° пн. ш. 77.72444° зх. д. (39.546010, -77.724548).  За даними Бюро перепису населення США в 2010 році переписна місцевість мала площу 0,96 км², уся площа — суходіл.

## Демографія
Згідно з переписом 2010 року, у переписній місцевості мешкали 254 особи в 99 домогосподарствах у складі 71 родини. Густота населення становила 264 особи/км².  Було 101 помешкання (105/км²).
Расовий склад населення:
| - 97,2 % — білих - 1,2 % — азіатів |

До двох чи більше рас належало 1,6 %. Частка іспаномовних становила 4,3 % від усіх жителів.
За віковим діапазоном населення розподілялося таким чином: 24,4 % — особи молодші 18 років, 61,0 % — особи у віці 18—64 років, 14,6 % — особи у віці 65 років та старші. Медіана віку мешканця становила 43,3 року. На 100 осіб жіночої статі у переписній місцевості припадало 80,1 чоловіків;  на 100 жінок у віці від 18 років та старших — 79,4 чоловіків також старших 18 років.
Середній дохід на одне домашнє господарство  становив 68 862 долари США (медіана — 63 310), а середній дохід на одну сім'ю — 78 609 доларів (медіана — 63 704). За межею бідності перебувало 5,9 % осіб, у тому числі 0,0 % дітей у віці до 18 років та 100,0 % осіб у віці 65 років та старших.
Цивільне працевлаштоване населення становило 168 осіб. Основні галузі зайнятості: фінанси, страхування та нерухомість — 41,7 %, мистецтво, розваги та відпочинок — 30,4 %, освіта, охорона здоров'я та соціальна допомога — 19,0 %, виробництво — 8,9 %.